# Forma bar
La forma bar è un'antica forma musicale dove ogni stanza segue lo schema AAB.  Il suo nome deriva dalla forma poetica medievale nota in tedesco come Bar.  Tale componimento poetico contiene tre stanze (o più) e ogni stanza è nella forma AAB, composto da due Stollen, che sono denominati collettivamente Aufgesang, seguiti da un Abgesang. La forma musicale perciò contiene due ripetizioni di una melodia (Stollen - 'stanze') seguita da una melodia (Abgesang - 'dopo-canzone').  L'Abgesang può incorporare porzioni di frase Stollen.
I Minnesänger del XII-XIV secolo in Germania scrivevano canzoni in questa forma e i corali luterani sono anche di solito nella forma Bar. Un buon esempio di forma bar è "The Star-Spangled Banner".

## Fonti
- (EN)  Harvard Concise Dictionary of Music, entries on Bar form and minnesingers. (ISBN 0-674-37471-1)
- (EN)  Encyclopædia Britannica (2005), article on Bar form.
- (EN)  A History of Western Music di Donald Grout (ISBN 0-393-09416-2)